# باربی و ترسا: دستور العملی برای دوستی
باربی و ترسا: دستور العملی برای دوستی (به انگلیسی: Barbie & Teresa: Recipe for Friendship) فیلم پویانمایی رایانه‌ای ماجراجویی کمدی به کارگردانی کارن جی لوید و نویسندگی مارگارت دانلپ می‌باشد که در ۶ مارس سال ۲۰۲۵ در ایالات متحده روی نتفلیکس به نمایش در آمد.